# Сквирский район
Скви́рский район (укр. Сквирський район) — упразднённая административная единица на юго-западе Киевской области Украины. Административный центр — город Сквира.

## География
Площадь — 980 км².
Район граничит на севере с Фастовским, на юге — с Володарским районами Киевской области, на северо-западе — с Попельнянским, на западе — с Ружинским районом Житомирской области и Погребищенским районом Винницкой области, на востоке — с Белоцерковским районом Киевской области.

## История
Район образован 7 марта 1923 года в Белоцерковском округе, в Киевской области с 27 февраля 1932 года. 4 марта 1959 года к Сквирскому району была присоединена часть территории упразднённого Велико-Половецкого района. С 30 декабря 1963 года до 4 января 1965 года был частью Белоцерковского района.
17 июля 2020 года в результате административно-территориальной реформы район вошёл в состав Белоцерковского района.

## Демография
Население района составляет 44 320 человек (данные 2006 г.), в том числе в городских условиях проживают около 18 009 человек. Всего насчитывается 50 населённых пунктов.

## Административное устройство
Количество советов:
- городских — 1
- сельских — 27

Количество населённых пунктов:
- городов районного значения — 1
- сёл — 49

## Населённые пункты
Список населённых пунктов района находится внизу страницы